# Atrococcus salviae
Atrococcus salviae är en insektsart som först beskrevs av Tranfaglia 1981.  Atrococcus salviae ingår i släktet Atrococcus och familjen ullsköldlöss.
Artens utbredningsområde är Italien. Inga underarter finns listade i Catalogue of Life.